# Hunt Saboteurs Association
Pour les articles homonymes, voir HSA.
 (avril 2020).
Si vous disposez d'ouvrages ou d'articles de référence ou si vous connaissez des sites web de qualité traitant du thème abordé ici, merci de compléter l'article en donnant les références utiles à sa vérifiabilité et en les liant à la section « Notes et références ».
La Hunt Saboteurs Association (HSA) est un mouvement anti-chasse international, fondé en 1963 en Angleterre. Luttant initialement contre la chasse aux renard, les activités de l'organisation se sont élargies et adaptées en fonction des pratiques de chasse locales.
Le mouvement pratique le sabotage de chasse, un type d'action directe qui utilise des tactiques pour gêner le déroulement des parties de chasse en sonnant la trompe, en utilisant des leurres olfactifs pour désorienter les chiens, en posant des fausses pistes ou encore en verrouillant l'accès à des parcelles.   